# Милорад Милатовић
Милорад Миле Милатовић (Ваљево, 20. јун 1911 — Београд, 21. август 1997) био је учесник Народноослободилачке борбе, правник, друштвено-политички радник Социјалистичке Републике Србије и дипломата СФР Југославије. Од августа 1946. до фебруара 1953. године налазио се на месту начелника Управе државне безбедности (УДБ) за Србију.

## Биографија
Рођен је у Ваљеву, 20. јунa 1911. године. Пре Другог светског рата био је адвокатски приправник. Члан Комунистичке партије Југославије (КПЈ) постао је 1934. године. Учесник Народноослободилачког рата (НОР) био је од 1941. године и налазио се на дужностима политичког комесара батаљона, заменика команданта Ваљевског партизанског одреда, члана Главног штаба НОВ и ПО Србије и Штаба групе НОП одреда западне Србије, као и на разним партијско-политичким дужностима у Србији. 
После рата био је секретар Окружног Народноослободилачког одбора у Ваљеву. Потом је прешао на место помоћника министра унутрашњих послова у Влади Народне Републике Србије, Слободана Пенезића Крцуна, а од 1946. до 1953. године обављао је дужност начелника Управе државне безбедности (УДБ) за Србију.
Обављао је функцију секретара Извршног већа Народне скупштине НР Србије, пре него што је ступио у дипломатску службу, као амбасадор ФНРЈ у НР Пољској, од 1955. до 1958, и Канади, од 1958. до 1961. године. 
По повратку у Београд, био је секретар Скупштине СР Србије и Савезне скупштине СФРЈ и др. Био је члан Главног одбора ССРН Србије. 
Имао је чин генерал-мајора ЈНА у резерви.
Године 1952. је објавио књигу Случај Андрије Хебранга.
Умро је у Београду, 21. августа 1997. године.
Носилац је Партизанске споменице 1941. и других југословенских одликовања, међу којима су — Орден југословенске звезде с лентом, Орден народног ослобођења, Орден заслуга за народ са златном звездом, Орден за храброст и др.